# Cesare Brancadoro
Cesare Brancadoro (ur. 28 sierpnia 1755 w Fermo, zm. 12 września 1837 tamże) – włoski kardynał.

## Życiorys
Był synem Giuseppe Brancadoro i Giulii Massi. Podjął studia na Uniwersytecie w Fermo, gdzie uzyskał doktorat utroque iure. Następnie przyjął święcenia kapłańskie i pracował jako bibliotekarz w katedrze w Fermo. 20 października 1789 został wybrany arcybiskupem tytularnym Nisibis. 25 lipca 1790 otrzymał sakrę. W 1792 został nuncjuszem apostolskim w Belgii, a pięć lat później sekretarzem Kongregacji Rozkrzewiania Wiary. 11 sierpnia 1800 został mianowany biskupem Orvieto. 23 lutego 1801 został kreowany kardynałem prezbiterem i otrzymał kościół tytularny S. Girolamo dei Croati (degli Schiavoni). 11 lipca 1803 został wybrany arcybiskupem Fermo, którym pozostał aż do śmierci. Ponieważ odmówił uczestnictwa w zaślubinach Napoleona, został uwięziony w Reims w 1810, a następnie w Fontainebleau w 1813. Niedługo potem został uwolniony. Wziął udział w konklawe 1823, lecz w żadnym kolejnym już nie uczestniczył. Stracił wzrok na kilka lat przed śmiercią.